# Сигил Бафомета
Сигил Бафомета (англ. The Sigil of Baphomet [ðə ˈsɪdʒəl ʌv ˈbæfɵmɛt]) — сатанинский сигил, официальный символ Церкви Сатаны. Являет собой перевёрнутую пентаграмму с вписанной в неё головой козла или овна (так называемого «Козла Мендеса»). В кольцо вокруг пентаграммы, напротив каждого луча звезды, вписано имя «Левиафан» (ивр. לויתן‎). Церковью Сатаны Козёл Мендеса (англ. Goat of Mendes) описывается как символ, наиболее близкий к тёмной силе, а «Левиафан», имя которого предоставлено на иврите, является воплощением «дракона бездны» — аналогом древнегреческого символа Уробороса.

## История
Изображение заимствовано из книги «La Clef de la Magie Noire» Станисласа де Гуайта 1897 года, и в оригинале имело слова «Samael Lilith» между лучами пентаграммы.
Этот символ с таким названием впервые был опубликован в декабре 1969 года, в «Сатанинской библии», где его разместили на обложке и на первой странице раздела с описанием сатанинского ритуала. Именно в этой книге этот знак был впервые назван «знаком Бафомета». Эта версия была нарисована ЛаВеем и подписана «Хьюго Зорилья» (псевдоним, который ЛаВей использовал в некоторых своих работах). Этот вариант знака использовался в дальнейшем Церковью Сатаны при создании медальонов членов организации, и стал их стандартным логотипом. Более величественно «Сигил Бафомета» — он стал называться в книге «Сатанинские ритуалы», вышедшей в 1972 году.
В 1981 году «Церковь Сатаны» подала заявку на регистрацию торговой марки — изображающей «Сигил Бафомета» и название «Церковь Сатаны». Таким образом «Церковь Сатаны» имеет полное право помещать знак ® рядом с данным символом и собственным названием, причём законом запрещается также использовать похожие названия и изображения, которые могут навредить торговой марке.
Сатанинская организация «Радость Сатаны» посчитала изображение еврейских букв на сигиле оскорбительными и в логотипе организации они были заменены на слово «Сатана» клинописью.